# Caverne des Peyrourets
La caverne des Peyrourets est une cavité située dans la commune de Valbelle, sur le versant nord de la montagne de Lure, département des Alpes-de-Haute-Provence.

## Spéléométrie
Le développement de la grotte est d'environ 60 m.

## Géologie
La cavité s'ouvre dans les calcaires du Jurassique supérieur.

## Archéologie
En 1883, M. Victrice Maurel fouille la grotte ; puis en 1887, F. Donnadieu visite la cavité et trouve quelques objets préhistoriques de la pierre polie.

## Explorations
La caverne est connue de longue date comme l'indiquent les graffitis et signatures du début du XIXe siècle sur les parois de la galerie nord.
Pierre Martel dresse un plan et une coupe de la cavité lors de sa visite du 1er octobre 1951.